# Ramon de Cardona (capitano di ventura)

Stemma Cardona

Ramon de Cardona o Raimondo de Cardona (fl. XIV secolo) è stato un capitano di ventura aragonese, che operò sul suolo italiano nel corso della prima parte del XIV secolo.

## Biografia
Iniziò la propria carriera alla guida delle truppe papali e angioine nel 1320. Sconfitto dai Visconti prima a Bassignana nel 1322 e poi a Vaprio d'Adda nel 1324, dopo aver inutilmente tentato di conquistare Milano nel 1324 venne fatto prigioniero e rilasciato poco dopo. Nel 1325 si mise al servizio della città di Firenze come comandante. Nel medesimo anno combatté la battaglia di Altopascio dove venne nuovamente sconfitto. Non si hanno notizie della sua morte, tuttavia si sa che dopo la battaglia di Altopascio venne fatto prigioniero dalle forze lucchesi e che venne rilasciato alla morte di Castruccio Castracani nel 1328.

## Nella letteratura
Di Ramón de Cardona ne dà notizia Niccolò Machiavelli nelle sue Istorie Fiorentine, dove descrive il condottiero aragonese come un uomo alla ricerca di potere. Per l'appunto, sempre secondo Machiavelli, egli cercava di creare una grande necessità ai fiorentini che potesse consegnare nelle sue mani la città di Firenze
Di "Ramondo di Cardona" parla ampiamente anche Giovanni Villani nella Nuova cronica. In particolare nel X libro si narra dei fatti del 1323, quando le truppe di Ramon, capitano dell'armata della Chiesa andarono a Milano a combattere contro i Visconti (Nuova cronica X 211).